# Luigi Rovere
Luigi Rovere (* 30. Juni 1908 in Acqui Terme; † 20. Oktober 1996 in Rom) war ein italienischer Filmproduzent.

## Leben
Rovere zog jung nach Turin, wo er in der Schreinerei seine Berufung fand und als Unternehmer in der Holzwirtschaft in Turin, in der er 1938 einhundert Beschäftigte seiner Zimmerei angestellt hatte, reüssierte. Mit einem Auftrag für Filmbauten in Turiner Aufnahmestudios begann seine Tätigkeit im Filmgeschäft; bald wirkte er als Aufnahmeleiter bei Hans Hinrichs Il vetturale del San Gottardo, bevor er für die technischen Bauten von La fortuna viene dal cielo die Verantwortung innehatte. Während der kurzen Zeit der Republik von Salò war er der Produzent von Carlo Borghesios Il processo delle zitelle und der Ko-Regisseur neben Luigi Giacosi für die Turin entstandenen Komödie Scadenza tranta giorni. Nach Ende der Wirren des Zweiten Weltkrieges wurde Rovere im wiedervereinten Italien, zunächst in Kooperation mit Dino De Laurentiis bei der gemeinsamen Gesellschaft „Rdl“, zu einem der führenden und aktivsten Produzenten; zunächst für alle Werke seines Weggefährten Borghesio, dann – nach Exportschwierigkeiten für die in Oberitalien entstandenen Werke – in Rom mit Gründungen wie der „Lux Film“, „Rovere Film“, „Imperial“ und „Goriz“ auch für die neorealistischen Werke von Regisseuren wie Pietro Germi und Roberto Rossellini. Auch der Debütfilm Federico Fellinis fand in ihm seinen Geldgeber. In den 1960er Jahren wandte sich Rovere, bis zu seinem Ruhestand 1976, deutlich kommerzielleren Projekten zu; mit seinen Firmen „Cineluxor“ und „Regal Film“ finanzierte er auch die Filme des Trashregisseurs Tanio Boccia.

## Filmografie (Auswahl)
Ko-Regisseur
- 1944: Scadenza trenta giorni

Produzent
- 1944: Il processo delle zitelle
- 1948: Die Maschine, die die Bösen tötet (La macchina ammazzacattivi)
- 1949: Im Namen des Gesetzes (In nome della legge)
- 1952: Die bittere Liebe (Lo sceicco bianco)
- 1954: Dein ist mein Herz – Schuberts große Liebe (Sinfonia d'amore)
- 1954: Geliebte Tram (Hanno rubato un tram)
- 1959: Der Rebell von Samara (Il Vendicatore)
- 1964: Marco – der Unbezwingbare (Maciste alla corte dello zar)
- 1966: Für eine Handvoll Blei (Uccici o muori)
- 1966: Ein fast perfekter Mörder (Delitto quasi perfetto)
- 1968: Mein Leben hängt an einem Dollar (Dai nemici mi guardo io!)
- 1972: Don Camillo e i giovani d’oggi
- 1976: Due sul pianerottola